# شرح الألفية لابن الفركاح
شرح الألفية لابن الفركاح هو كتاب في النحو والصرف، كتبه  الفقيه ابن الفركاح المتوفَّى سنة 729 هـ.
الكتاب شرح لألفية ابن مالك في مختلف أبواب النحو والصرف.

## ترجمة المؤلف
أبو إسحاق إبراهيم بن عبد الرحمن بن إبراهيم ابن سِباع، برهان الدين الفزاري (660 هـ/729هـ) المعروف بابن الفركاح، فقيه شافعي وأصولي.